# Dendostrea sandvichensis
Dendostrea sandvichensis is een tweekleppigensoort uit de familie van de Ostreidae. De wetenschappelijke naam van de soort is voor het eerst geldig gepubliceerd in 1871 door G.B. Sowerby II.